# Никола Можайский

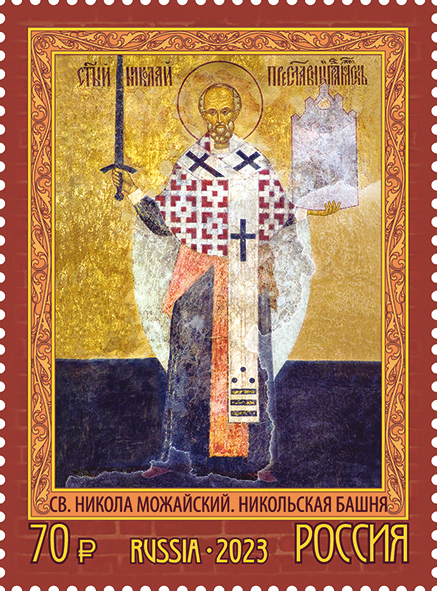
Марка Почты России, 2023 года

«Никола Можайский» — деревянное изображение Николая Чудотворца «Можайского». Долгое время находился на территории Можайского кремля в городе Можайске. В данный момент находится в Третьяковской галерее, Москва.
Известный под именем «Николы Можайского» этот образ стал одним из самых распространённых и любимых на Руси.

## История

### Первое упоминание
Первые упоминания о Николе Можайском встречаются в памятниках русского народного творчества: былинах «Ванька удовкин сын», «Михайло Потык» и «Садко», действие которых происходит в XII и XIII веках. В то же время следует учитывать, что тексты этих былин были записаны лишь в XIX веке и могут содержать позднейшие добавления. Сам Можайск впервые упоминается в летописях только в 1231 году (а первое вполне достоверное упоминание относится к 1277 году), хотя археологами выявлено существование на территории Можайского кремля укреплений, относящихся ещё к XII веку.
Существует предание о защите Можайска Николой. Следуя ему, Можайск был осажден врагами, а жители города стали молиться Николаю Чудотворцу, и вдруг в небе над собором возник Святитель Николай в грозном виде — в правой руке он держал сверкающий меч, а в левой как бы град Можай, в знак охранения его. Враги в страхе бежали. С тех пор Святой Никола считается покровителем города.
До XII века в районе Можайска существовал небольшой анклав балтского племени голяди. Можайский краевед Н. И. Власьев выдвинул в 1925 году гипотезу, что «один из главнейших христианских фетишей» был создан именно этим языческим племенем, хотя её осложняет отсутствие каких-либо сведений о других примерах почитания на Руси языческих изображений в качестве православных реликвий.
Впервые данная скульптура упоминается в 1495 г. в наказе великого князя московского Ивана III князьям С.М. Ряполовскому и М.Я. Русалке, направлявшимся вместе с великою княжною Еленой Ивановной из Москвы в Литву к ее жениху великому князю литовскому Александру Казимировичу. Затем - в духовной грамоте князя Ивана Борисовича Волоцкого, составленной около 1504 г.

### Можайский кремль
Деревянный образ был выполнен из дерева неизвестным автором и, вероятно, изначально находился внутри Никольского собора (позднее Старого), который был построен из камня в конце XIV века на территории деревянного Можайского кремля. Примерно этим временем обычно датируют и саму скульптуру. В то же время краевед В. И. Горохов допускал как 1401 год, так и XIII век. Г. Я. Мокеев, датируя сохранившийся образ 1409 годом, полагал, что икона изначально находилась над аркой въездных ворот Можайского кремля, и поэтому допускал, что оригинал иконы мог появиться вместе с появлением крепости и ворот, то есть ещё в XIII веке. А. И. Некрасов датировал статую 1320-ми годами, усматривая в ней влияние католических западно-европейских образцов и связывая её появление с деятельностью митрополита Петра, выходца с Волыни.
Авторитетный исследователь древнерусской скульптуры А. В. Рындина указала на стилистическое сходство иконы с сербским искусством XIV века, предположив связь образа с иконой святителя Николая, установленной сербским королём Стефаном Урошем III у мощей святого в Бари.
sr:Датотека:Ikona Svetog Nikole sa srpskim vladarima iz Barija, sa srebrnim okovom.jpg
По мнению Рындиной, появление в конце XIV века в новопостроенном соборе иконы, похожей на произведения сербского искусства, может быть связано с деятельностью в это время митрополита Киприана, имевшего южнославянское происхождение. При этом Н. Н. Воронин и Г. К. Вагнер указывали на наличие в декоративном убранстве Старо-Никольского собора черт сербского искусства, допуская участие в его постройке южно-славянских мастеров. Это дополнительно подтверждает связь между постройкой собора и появлением иконы.
В конце XV века на каменных Никольских воротах (которые С. А. Шаров-Делоне и И. И. Кондратьев считают построенными одновременно с Старым Никольским собором) появилась церковь Воздвижения (позднее перестроенная в Ново-Никольский собор), куда и была перенесена икона Николы Можайского. Эти ворота описывает итальянец Франческо да Колло, побывавший в Можайске в 1518 году. В то же время результаты проведённой Третьяковской галереей реставрации показывают, что деревянная поверхность иконы могла подвергаться воздействию осадков и перепадов температуры, поэтому можно предположить, что какое-то время икона могла находиться не внутри надвратного храма, а непосредственно над аркой ворот.
В 1541 году старая крепость отстраивается заново после сильного пожара. Память об этом событии сохранила надпись на стене Старо Никольского собора (ныне Петропавловской церкви): «лета 7049-го делали паперть, да и город делали тогож лета пожгле я». После того пожара от укреплений дерево-земельной крепости остались только лишь земляные валы, да обгоревшая белокаменная Никольская башня. После постройки новой дерево-каменной крепости на Никольских воротах находилась вышка для часов с боем, к которым был приставлен часовщик.
В апреле 1606 года в Можайске вместе со своей свитой остановилась Марина Мнишек, ехавшая в Москву. В записках ксендза Савицкого читаем:
Никого не впускают в святыню с оружием, и когда я вошел с одним только кинжалом, протопоп, имевший надзор за церковью, вырвал у меня кинжал из рук, бросил на пол и приказал вынести его за двери.
Он же отмечает, что вход в церковь был во внутренней части крепости с левой стороны и шёл через темные сени в коридор по каменной лестнице.
В 1608 году войска Лжедмитрия II подошли к Можайску. Гарнизон крепости оказал им сопротивление, но поляки вынудили его сдаться. В записке одного польского ротмистра того же года описывается это событие:
Только в Можайске не хотели было принять его [самозванца] и заперлись в монастыре св. Николая. Но этот монастырь с Острогом стоял на небольшом холме и с соседнего холма [Брыкиной горы, прим. ав.] можно было видеть, что делается в крепости... Поляки с этого холма стали стрелять из пушек и скоро принудили осажденных сдаться.

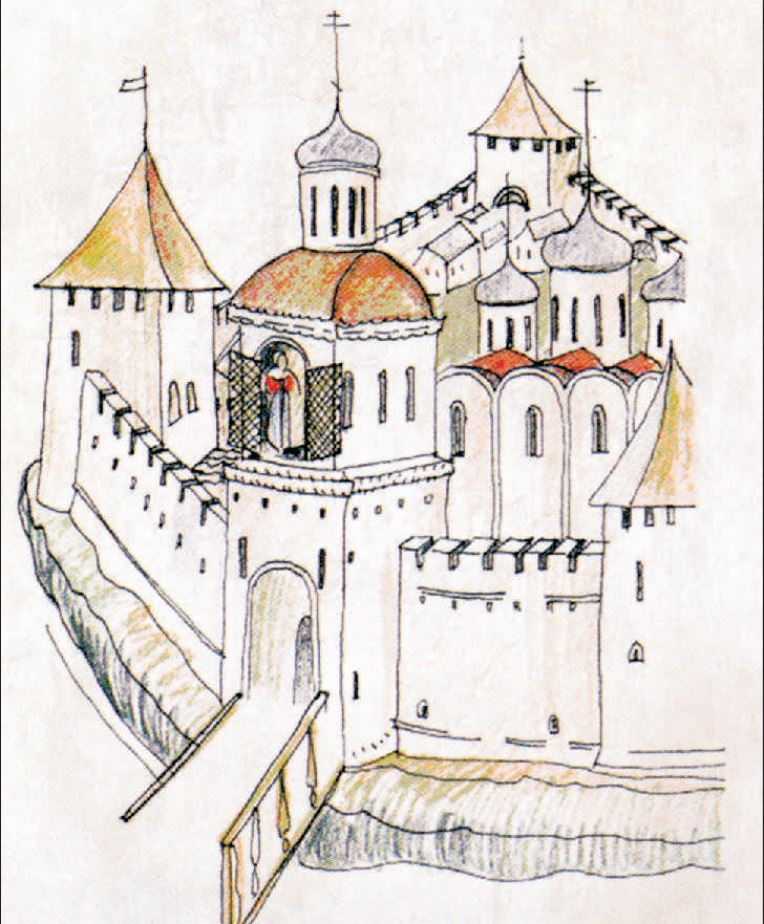
Деревянный образ Николы на воротах Можайского кремля в XVII веке

Поскольку паломничество богомольцев в крепостные храмы было явлением заметным и частым, иностранцы иногда называли крепость монастырем святого Николая. Существует предание о короле Виде, о страшной бойне, устроенной поляками можайцам в церкви на воротах и об уносе иконы.
По Деулинскому перемирию, в 1618 году в качестве исполнения одного из пунктов мирного договора, деревянный образ был возвращен из Польши в Можайск.
В 1683—1685 годах Никольская башня с надвратным храмом была перестроена по приказу патриарха Иоакима.
В 1779 году начинается очередная капитальная перестройка храма на крепостных воротах. Причиной тому являлись трещины в соборе и ветхость старого моста. Но вскоре, из-за хищения церковных сумм, постройка была временно приостановлена.
В 1802 году была начата разборка Можайского кремля. А поскольку камень и кирпич рекомендовалось использовать на ремонт старых храмов, было решено перестроить старый надвратный собор (который становится Ново-Никольским собором).

### Ново-Никольский собор
Для строительства Нового Никольского собора были использованы крепостные Никольские ворота и надвратная церковь. Собор было решено строить в стиле неоготики. Строительство собора продолжалось с 1802 по 1814 год.
Война 1812 года нанесла большой ущерб недостроенному собору. Однако деревянная скульптура Николы Можайского и богатая утварь, спрятанная в подвалах, уцелела.
В апреле-мае 1922 года из собора были изъяты риза и митра с иконы Николы Можайского. Н. И. Власьев в своих тетрадях подробно описывает ризу и делает пометку: «ныне цела, и по словам А. П. Хотулева и Н. П. Виноградова хранится в Кремле в Оружейной палате».
В 1933 году Никольский собор был закрыт, а резная икона Николы увезена в Третьяковскую галерею, где и хранится по сей день.
В данный момент в Никольском соборе находится цветная копия образа Николы. На Торговой площади Можайска в 1998 году установлен памятник работы В. М. Клыкова.

## Описание
Размер:182 х 98 см (фигура); 200 х 98 см (фигура с мечом). Дерево, резьба; темпера на клеевой основе без левкаса. Фигура с нимбом вырезана из цельного куска дерева; из отдельных кусков выполнены: голова, кисть руки с мечом, правая поручь, левая рука с градом, часть епитрахили. Деревянная скульптура была украшена серебряной чеканной ризой, на голове была митра, украшенная крупным жемчугом, драгоценными камнями и крестом наверху. Венец, привеска и крест на груди были из червонного золота. Деревянный меч и град были позлащены.
В Третьяковской галерее хранятся фрагменты драгоценного убора XVI в.: золотой венец, бывший на нимбе, четыре фрагмента золотой басмы с фелони святителя, а также 69 фрагментов серебряной золоченой басмы с различным орнаментом: растительным (стебель, образующий круг со стилизованным цветком в нём, между кругами четырёхконечные крестики с полукруглыми концами, крестики с четырьмя лепестками, четырёхлистники, цветок), сетчатым, спиралевидным, чешуйчатым, крестчатым; два фрагмента, образующих деисус, в квадрифолиях — Спас Нерукотворный и поясные изображения Богоматери и Иоанна Предтечи; фрагменты с изображением св. Николая и неизвестного святителя.